# Odense Staalskibsværft
Odense Staalskibsværft foi um estaleiro dinamarquês localizado no município de Odense no condado de Fiónia. Faz parte do grupo empresarial AP Moller-Maersk Group.

## História
A instalação industrial foi construída entre os anos de 1918-1919 logo após o término da Primeira Guerra Mundial. O primeiro navio construído foi o vapor Robert Mærsk em 1920.
Nos anos 1957-1959 o estaleiro foi expandido para um local próximo, de onde saíram os maiores navio porta-contêineres em operação, incluindo os navios da Classe Mærsk E. 
O estaleiro conta com duas docas secas com dimensões de 300 x 45 x 7,5 metros cada que permitem a construção de navios de até 100 000 toneladas de porte bruto (TPB) e uma terceira com 415 x 90 metros, equipada com ponte rolante de 95 m de altura, com capacidade de movimentação de até 800 toneladas.
Devido a prejuízos e inviabilidade econômica, o estaleiro está descontinuando toda a atividade naval e a construção de novos navios. O último navio construído foi entregue em fevereiro de  2012.